# Dana Medřická

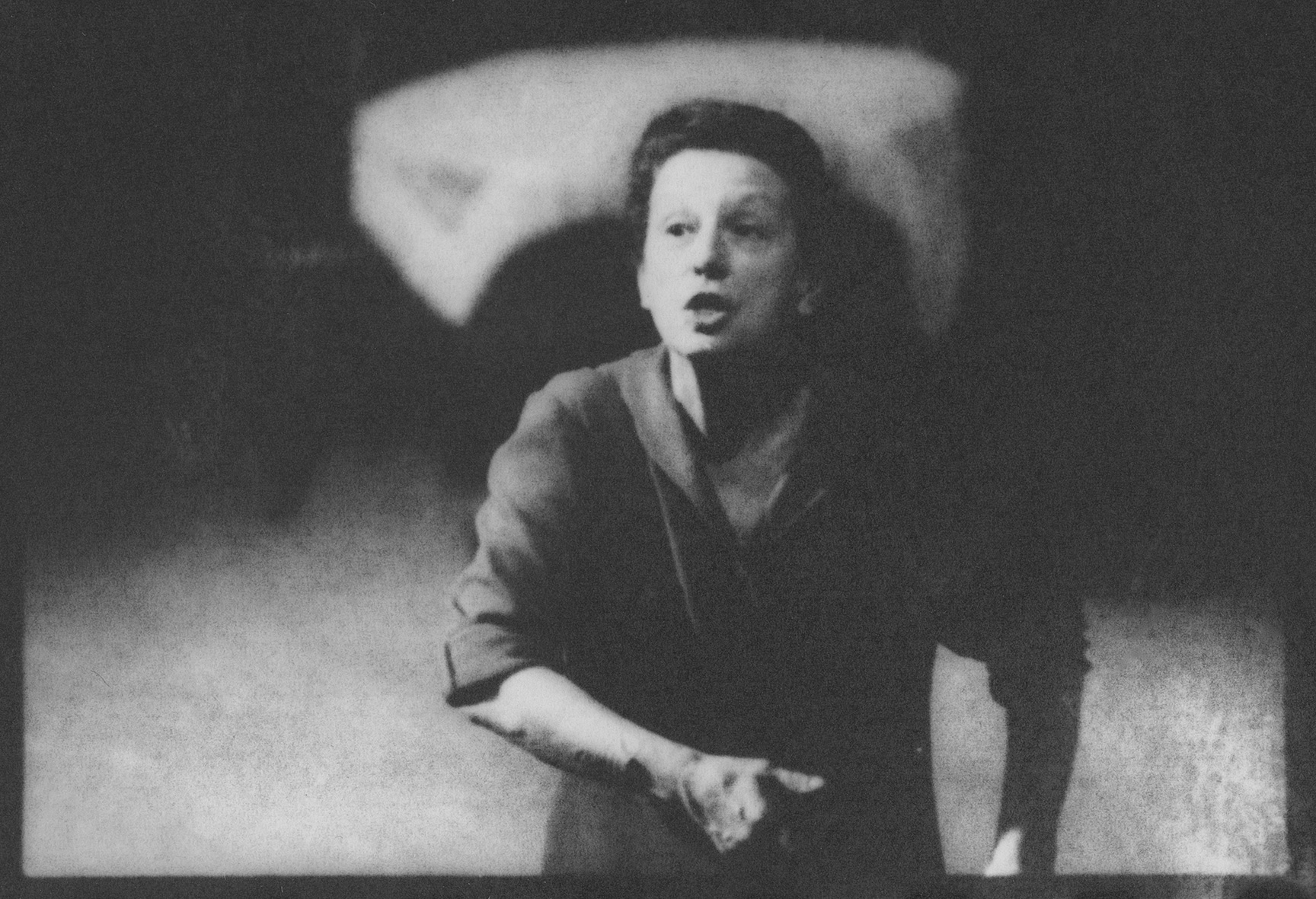
Dana Medřická im Theaterstück Katzenspiel am Nationaltheater 1974

Dana Medřická (* 11. Juli 1920 in Prag; † 21. Januar 1983 ebenda) war eine tschechische Schauspielerin.

## Leben
Nach dem Besuch eines Prager Mädchengymnasiums entschied sich Dana Medřická gegen den Wunsch ihres strengen Vaters und begann ein Schauspielstudium am Prager Konservatorium, das sie allerdings 1940 zu Gunsten eines Theaterengagements in Brünn wieder abbrach. Nach weiteren Theaterengagements in Pilsen und Prag spielte sie lange am Divadlo na Vinohradech. Mit Anbeginn der 1950er Jahre war Medřická vermehrt auch beim tschechischen Film zu sehen. Bis zu ihrem Tod war sie unter anderem in Fernseh- und Filmproduktionen wie Ikarie XB 1, Die Frau hinter dem Ladentisch und Ein Haus mit tausend Gesichtern zu sehen. Dabei spielte sie auch vereinzelt in deutschsprachigen Filmproduktionen wie Der Schneider von Ulm und Tag der Idioten mit.
Von 1945 bis zu dessen Tod im Jahr 1979 war Medřická mit dem Schauspieler Václav Vydra verheiratet. Aus der Ehe stammt auch der Schauspieler Václav Vydra. Nachdem ihr Ehemann nach langer Krankheit verstorben war, war sie schließlich mit einem Spanier liiert, der zu ihren Bewunderern gehörte und den sie 1981 ehelichte; mit ihm blieb sie bis zu ihrem Tod im Jahr 1983 verheiratet. Sie starb am 21. Januar 1983 im Alter von 62 Jahren an den Folgen eines Herzinfarkts.

## Filmografie (Auswahl)
- 1952: Ein Rebell (Mikoláš Aleš)
- 1953: Mond über dem Fluß (Měsíc nad řekou)
- 1954: Der beste Mensch (Nejlepší člověk)
- 1957: Der falsche Prinz (Labakan)
- 1959: Das häßliche Fräulein (Ošklivá slečna)
- 1960: Leute wie du und ich (Lidé jako ty)
- 1960: Recht auf Liebe (Tři tuny prachu)
- 1961: Schwarzer Sonnabend (Černá sobota)
- 1962: Der kleine Bobesch (Malý Bobeš)
- 1962: Der kleine Bobesch in der Stadt (Malý Bobeš ve městě)
- 1962: Zwei aus jener Welt (Dva z onoho světa)
- 1963: Ikarie XB 1
- 1964: Der Strohwitwer (Příběh dušičkový)
- 1966: Komödiantenwagen (Lidé z maringotek)
- 1966: Wer will Jessie umbringen? (Kdo chce zabít Jessii?)
- 1967: Die Rückkehr des verlorenen Sohnes (Návrat ztraceného syna)
- 1971: Der junge Herr Vek (F. L. Věk, Fernsehserie, neun Folgen)
- 1976: Der Mädchenkrieg
- 1976: Sommer mit einem Cowboy (Léto s kovbojem)
- 1977: Die Nacht des Klavierspielers (Noc klavíristy)
- 1978: Der Schneider von Ulm
- 1978: Die Frau hinter dem Ladentisch (Žena za pultem, Fernsehserie, drei Folgen)
- 1979: Die Magermilchbande (Fernsehserie, eine Folge)
- 1979: Theodor Chindler  (Fernsehserie, eine Folge)
- 1981: Das Krankenhaus am Rande der Stadt (Nemocnice na kraji města, Fernsehserie, sieben Folgen)
- 1981: Tag der Idioten
- 1982: Das Mädchen mit der Muschel (Dívka s mušlí)
- 1984: Ein Haus mit tausend Gesichtern (My všichni školou povinní, Fernsehserie, zehn Folgen)